# Ukrzyżowanie (obraz Jacopa Tintoretta)
Ukrzyżowanie (wł. Crocifissione) – obraz włoskiego malarza Jacopa Tintoretta.
W Wenecji istniało kilka szkół charytatywnych o charakterze religijnym (scuole). Większość za swoje siedziby miały okazałe rezydencje. Tintoretto pracował dla trzech takich placówek: Szkoły Świętej Trójcy (Scuola della Trinita), Szkoły Świętego Marka (Scuola do San Marco) i Szkoły Świętego Rocha (Scuola do San Rocco). Ta ostatnia w 1564 roku postanowiła ozdobić wnętrza swojej rezydencji i ogłosiła konkurs na dekorację malarską. Wszyscy zainteresowani artyści sporządzili szkice przygotowawcze prócz Tintoretta, który stworzył gotowe dzieło il furioso i podarował je za darmo szkole. W ten sposób malarz wszedł w łaski bractwa i w latach 1564–1587 udekorował dwie kondygnacje budynku malując 35 obrazów. Cykl tematyczny wszystkich obrazów był zaprojektowany przez mistrza według jego uznania. W Sali dell’Albergo, dawnym refektarzu, zostało umieszczone dzieło Ukrzyżowanie, pierwsze dzieło powstałe w Szkole św. Rocha.
Ukrzyżowanie jest jednym z nielicznych dzieł Tintoretta sygnowanych i opatrzonych datą. Przez swoje rozmiary jest jednym z największych płócien tego artysty a jego kompozycja jest nowatorskim rozwiązaniem nigdy wcześniej nie praktykowanym. Kompozycja obrazu na pierwszy rzut oka wydaje się chaotyczna, pełna postaci rozmieszczonych na całej ogromnej płaszczyźnie. Przy bliższym przypatrzeniu zauważyć można symetrię. Oś pionową stanowi ukrzyżowany Chrystus zaś tłum wokół niego tworzy okrąg z proporcjonalnie rozmieszczonymi postaciami. Taki styl nawiązuje do renesansowej maniery malarzy, podobnie jak i frontalnie przedstawiona postać Chrystusa. Jest to jedyne takie, klasycystyczne, przedstawienie postaci Zbawiciela przez Tintoretta. Na innych płótnach Chrystus malowany był na wzór szkoły północnoeuropejskiej (Dürerowskiej). Pozostała część obrazu wywodzi się z manieryzmu i zapowiada barok. Tintoretto wykorzystał tu wszystkie znane mu metody i sposoby sztuki malarskiej. Postacie są na wzór manieryzmu powyginane, pełne gestykulacji i dziwnych póz. Według Waldemara Łysiaka: 

Jest (w obrazie) barokowe żonglowanie masami i gwałtowne osie diagonalne, spirale, piramidy, elipsy; czego brak? Ze sceną robi twórca rzeczy nieprawdopodobne – obserwujemy przestrzeń fenomenalnie ruchliwą, kurczącą się i rozciągającą, jakby manipulowały nią fale tajemniczych prądów. Tło kłębi się ekstatycznie. Statyczne nie jest nic.

 Patrząc z odległości, widząc w centralnym punkcie Jezusa Ukrzyżowanego i krąg wokół niego nasuwa się skojarzenie Ziemi nad którą dominuje Krzyż Zbawienia. Wrażenie wirującej Ziemi wokół krzyża potęguje duża aureola wokół głowy Jezusa.
Zgromadzone postacie tworzą również osobne historie, osobne motywy z nowotestamentowych wydarzeń. W centralnej części, trzy krzyże mają obrazować trzy etapy ukrzyżowania. Środkowy stoi już na swoim miejscu. Za nim widoczny jest centurion na mule, który za chwilę ma podać Jezusowi gąbkę nasączoną octem. Przed nim skupiona jest grupa żałobników, którzy jako jedyni ze wszystkich pogrążeni są w smutku. Wśród rozpaczających rozpoznać można św. Jana i Marię. Krzyż po lewej stronie jest właśnie wznoszony. Na nim według tradycji wisieć miał dobry łotr, który przed śmiercią uwierzył w słowa Zbawiciela. Wyrazem tego ma być kontakt wzrokowy Łotra z Jezusem. Po prawej stronie trwają przygotowania do podniesienia trzeciego krzyża. Na nim ma zawisnąć zły łotr, który teraz jest odwrócony plecami do Jezusa. Na pierwszym planie widać postać kopiącą dół dla trzeciego krzyża. Obok niego znajdują się przykucnięci dwaj żołnierze grający w kości o szaty Chrystusa.